# Centreville (Virginie)
Centreville est une census-designated place du comté de Fairfax dans l'État de Virginie. En 2010, sa population était de 71 135 habitants.

## Source de la traduction
- (en) Cet article est partiellement ou en totalité issu de l’article de Wikipédia en anglais intitulé « Centreville, Virginia » (voir la liste des auteurs).